# 裂瓣球兰
裂瓣球兰（学名：Hoya lacunosa）是夹竹桃科球兰属的植物。分布于印度尼西亚以及中国大陆的广东等地，常生于次生林中，目前尚未由人工引种栽培。